# 哈娜-罗希蒂·迈皮-克拉克
哈娜-罗希蒂·迈皮-克拉克（2002年9月—），紐西蘭毛利党籍政治人物，自2023年大选以来担任豪拉基-懷卡托毛利選區议员。她是新西兰自詹姆斯·斯图尔特-沃特利以来最年轻的议员，詹姆斯·斯图尔特-沃特利在1853年当选，时年20岁零7个月。

## 个人生活
迈皮-克拉克的祖辈中有怀卡托泰努伊人、Ngāpuhi人、Ngāti Porou人、Te Āti Awa人和纳塔胡人 。其父Potaka Maipi，是一名毛利语播音员。姑祖母Hana Te Hemara，是毛利语活动家。祖父Taitimu Maipi于2020年倡议拆除了汉密尔顿上尉的雕像。其六世祖父Wi Katene是第一位被任命为行政委员会成员的毛利人。
迈皮-克拉克曾就读于亨特利的布雷特角半岛毛利中学。17岁时，她因Rangi Mātāmua讲授玛塔里基（毛利新年）受到启发出版了一本关于毛利阴历的书 。2023年，她为新西兰勇士队开设了关于毛利阴历和玛塔里基的培训课程。

## 政治生涯
2022年9月，在毛利语言周期间，迈皮-克拉克在紐西蘭國會大廈的台阶上发表演讲。此后，有一些政党向她抛出了橄榄枝。
毛利党人曾把迈皮-克拉克和她的父亲都纳入参选豪拉基-怀卡托选区国会议员的考虑。后来该党决意想要一个“年轻的视角”，于是派她参加2023年的大选，将她列入2023年政党票名单的第四位。竞选期间，迈皮-克拉克遭遇了多次非法入室，毛利党称此举是出于政治动机。据称警方因此对一著名国家党支持者发出非法侵入警告。
2023年10月14日，迈皮-克拉克過半得票率击败時任工党议员纳奈亚·马胡塔。21岁的迈皮-克拉克当选为新西兰有史以来繼詹姆斯·斯图尔特-沃特利第二年轻的国会议员，也是170年来最年轻的议员。詹姆斯·斯图尔特·沃特利在1853年新西兰的首次大选中当选，时年20岁零7个月。依法他不得参选，因为新西兰国会议员最低年龄限制为21岁，但他谎报了自己的年龄。
2023年12月中旬，迈皮-克拉克加入了议会的毛利人事务特别委员会。她还成为毛利党的毛利发展、rangatahi（年轻人）、毛利语言、Kai（粮食）主权、农业、保护、体育和娱乐、食品安全、生物安全和海关的发言人。
2024年9月中旬，迈皮-克拉克成为2024年“年度世界年轻政治家奖”四位获奖者之一，理由是“她参与政治领域使得年轻的毛利人和年轻一代在新西兰的民主中拥有了发言权。”他也在同年獲得BBC巾帼百名的頭銜。
2024年11月14日，迈皮-克拉克在议会里对一项试图重新解释怀唐伊条约的法案提出抗议。在一读《条约原则法案》时，她一边表演哈卡舞Ka Mate，一边将法案撕成两半以示抗议。随后，议长格里·布朗利宣布议事暂停20分钟，并点名批评迈皮-克拉克的行为，將其停職1日。
隔年5月，議會內再次討論其哈卡舞表演，認為其恐嚇其他議員。議會最終決定將其停職7日，同黨議員暨該黨共同領袖黛比·恩加雷娃-帕克、拉威里·怀蒂蒂則被停職21日。

## 政治理念
在2023年12月的首次演讲中，迈皮-克拉克批评了国家党领导的联合政府，声称它“从各个角落攻击了我的整个世界”。她指出，健康、环境、水、土地、自然资源和儿童是与政府意见分歧的关键领域。

### 投票年龄
迈皮-克拉克支持将投票年龄降低至16岁。

## 選舉紀錄
| 年度 | 選舉屆數               | 選舉區        | 所屬政黨 | 得票數 | 得票率 | 當選標記 | 備註 |
| ---- | ---------------------- | ------------- | -------- | ------ | ------ | -------- | ---- |
| 2023 | 第54屆紐西蘭眾議員選舉 | 豪拉基-懷卡托 | 毛利党   | 12,939 | 51.63% |          |      |